# Android Pie

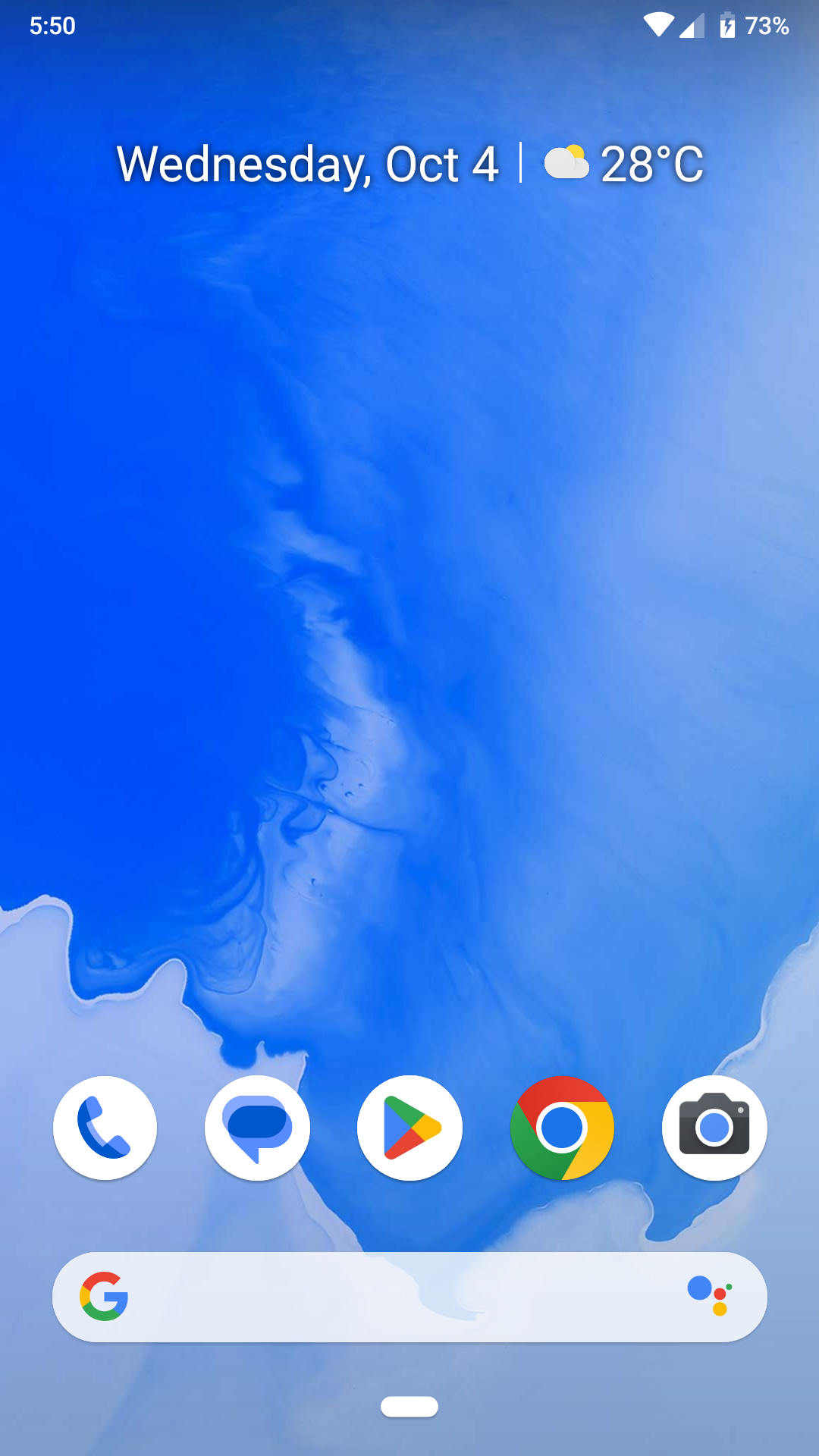
Android 9 auf einem Google Pixel 3

Android Pie (Deckname: Android P während der Entwicklung) ist die neunte Hauptversion und die 16. Version des mobilen Betriebssystems Android. Sie wurde erstmals am 7. März 2018 als Entwickler-Vorschau veröffentlicht und am 6. August 2018 öffentlich freigegeben.
Im Januar 2021 liefen 21,29 % der Android-Geräte mit Pie (API 28), womit es die am zweithäufigsten verwendete Android-Version war.

## Funktionen
Android Pie erhielt als erste Version offizielle Unterstützung für Bildschirmausschnitte („Notches“), einschließlich APIs und Systemverhalten in Abhängigkeit von deren Größe und Position. Die Androidzertifizierungsanforderungen beschränken Geräte auf zwei Ausschnitte, die nur entlang des oberen oder unteren Bildschirmrandes sein dürfen.
Die wichtigste Änderung der Benutzeroberfläche von Pie ist eine neu gestaltete Navigationsleiste auf dem Bildschirm. Im Gegensatz zu früheren Androidversionen besteht sie nur aus einer Home- und einer Zurücktaste. Die Leiste nutzt Gestennavigation: Das Wischen nach oben öffnet den Bildschirm „Übersicht“, eine Neugestaltung des bestehenden Menüs „Letzte Apps“. Ein Wischen nach rechts aktiviert das Wechseln von Anwendungen. Die Gestenleiste wird vor allem auf Geräten wie Googles Pixel 3 verwendet; bestehende Geräte verwenden entweder die bisherige Navigationstastenanordnung oder können Gestennavigation verwenden. Im Gegensatz zum bisherigen Kürzlichappsmenü verwendet die Übersicht ein horizontales Layout statt einem vertikalen und Text kann auch aus Apps, die dort erscheinen, ausgewählt und kopiert werden. Mittels Pixel Launcher kann von der Übersicht aus auf den App Drawer sowie die zuletzt verwendeten Apps zugegriffen werden. Diese Integration ist jedoch proprietär, da es aufgrund von Sicherheitsbedenken derzeit keine Pläne gibt, die notwendige Integration für Software von Drittanbietern anzubieten. Darüber hinaus wird bei aktivierter Rotationssperre durch Drehen des Geräts eine Schaltfläche zur Bildschirmdrehung in der Navigationsleiste angezeigt.
Der Benachrichtigungsbereich wurde umgestaltet, wobei die Uhr nach links verschoben und die Anzahl der Symbole, die gleichzeitig angezeigt werden können, auf vier begrenzt wurde, um Displays mit Notchausschnitten in der Mitte gerecht zu werden. Die Dropdownfelder, die mit den Schnelleinstellungen verbunden sind, wurden entfernt; ein langer Druck auf einen Toggle führt den Benutzer zu den entsprechenden Einstellungen. Benachrichtigungen für Chats können nun in Threads gegliedert werden, die frühere Nachrichten anzeigen. Wenn eine bestimmte Art von Benachrichtigung häufig verworfen wird, bietet das System an, diese zu deaktivieren, was eine ständige Protokollierung und Auswertung des Nutzerverhaltens voraussetzt. Der Modus „Nicht stören“ wurde überarbeitet und bietet nun mehr Einstellungen.
Das Powermenü enthält nun eine Screenshotschaltfläche mit der Option, das Bild nach der Aufnahme zuzuschneiden und einen optionalen Sperrmodus, der biometrische Entsperrmethoden deaktiviert. Das Lautstärkepopup steuert nun die Medienlautstärke sowie die Auswahl von Ton-, Vibrations- oder Lautlosmodus für Benachrichtigungen. Um die Lautstärke von Benachrichtigungen zu ändern, muss nun das Einstellungsmenü aufgerufen werden. Des Weiteren wurde eine Lupenanzeige zur Textauswahl hinzugefügt.

## Kritik
Kurz nach der Markteinführung stellten mehrere Benutzer auf Pixel-Geräten eine Verringerung der Akkulaufzeit fest. Als Android Pie für weitere Smartphones verfügbar wurde, berichteten einige Benutzer auf verschiedenen Geräten von ähnlichen Problemen.